# Ʋ̰̀
Cette page contient des caractères spéciaux ou non latins. S’ils s’affichent mal (▯, ?, etc.), consultez la page d’aide Unicode.
Ʋ̰̀ (minuscule : ʋ̰̀), appelé V de ronde tilde souscrit accent grave ou V crosse tilde souscrit accent grave, est un graphème utilisé dans l’écriture du koulango par certains auteurs. Il s’agit de la lettre Ʋ diacritée d’un tilde souscrit et d’un  accent grave.

## Utilisation
Ilaria Micheli utilisé le ʋ̰̀ dans l’écriture du koulango dans plusieurs ouvrages.

## Représentations informatiques
Le V de ronde tilde accent grave souscrit peut être représenté avec les caractères Unicode suivants :
- décomposé (latin de base, diacritiques) :

| formes    | représentations | chaînes de caractères | points de code       | descriptions                                                                           |
| --------- | --------------- | --------------------- | -------------------- | -------------------------------------------------------------------------------------- |
| capitale  | Ʋ̰̀               | Ʋ◌̰◌̀                   | U+01B2 U+0330 U+0300 | lettre majuscule latine v crosse diacritique tilde souscrit diacritique accent grave   |
| minuscule | ʋ̰̀               | ʋ◌̰◌̀                   | U+028B U+0330 U+0300 | lettre minuscule latine v de ronde diacritique tilde souscrit diacritique accent grave |